# Byfleet
Byfleet is een civil parish in het bestuurlijke gebied Woking, in het Engelse graafschap Surrey met 6.995 inwoners.

## Geboren
- Mo Foster (1944-2023), basgitarist

## Trivia
- In het boek The War of the Worlds van H.G. Wells werd Byfleet aangevallen door Martianen.[1] In Jeff Wayne's muzikale vertolking van het boek werd Byfleet genoemd in het nummer The Artilleryman And The Fighting Machine.